# S6G-Reaktor
Der S6G-Reaktor ist ein Nuklearreaktor, der von der United States Navy zur Erzeugung elektrischer Energie und Antriebskraft für Kriegsschiffe verwendet wird.
Die Bezeichnung „S6G“ steht für:
- S = U-Boot-Plattform (Submarine platform)
- 6 = Ein Reaktorkern der sechsten Generation
- G = General Electric (der Hersteller/Entwickler)

Dieser Nuklearreaktor wurde von General Electric entwickelt, um in Jagd-U-Booten der Los-Angeles-Klasse eingesetzt zu werden. Der S6G-Reaktor besteht aus dem Reaktor-Kühlsystem, dem Dampferzeuger und anderen Hilfssystemen, die Dampf in den Antriebsraum liefern. Der Maschinenraum der Los-Angeles-Klasse, auch 688-Klasse genannt, enthält auch die Dampfturbinen, die elektrische Energie und mechanische Energie für die Schraube erzeugen. Obwohl genaue Informationen über die technischen Daten der Geheimhaltung unterliegen, ist bekannt, dass der S6G-Reaktor ein U-Boot der 688-Klasse auf über 15 Knoten (28 km/h) während der Überwasserfahrt und getaucht auf über 25 Knoten (46 km/h) beschleunigen kann.
Der S6G-Reaktor war ursprünglich für die Nutzung eines D1G-2-Reaktorkerns entwickelt worden, dem Kern, der auch durch den D2G-Reaktor, der im Lenkraketenkreuzer Bainbridge verwendet wird und 148 MW Leistung erzeugt. Alle U-Boote der 688-Klasse seit der Providence (Stapellauf 1984) nutzen den D2W-Kern mit 168 MW, auf den älteren Booten werden 150-MW-Kerne verwendet. Die D1G-2 werden durch D2W-Kerne ersetzt, wenn der Kernbrennstoff der Boote ausgetauscht wird.